# Brandýs nad Labem-Stará Boleslav
Brandýs nad Labem-Stará Boleslav es una ciudad situada en el distrito de Praga-Este, en la República Checa. Tiene una población estimada, a inicios de 2023, de 19 767 habitantes.
La ciudad se extiende a ambas orillas del río Elba, muy cerca de la aglomeración de Praga.
Brandýs nad Labem fue una ciudad independiente del distrito de Praga-Este, pero desde 1960 es parte de Brandýs nad Labem-Stará Boleslav. Ambas partes de la conurbación, Brandýs nad Labem (en español, Brandýs sobre el Elba) y Stará Boleslav (o Boleslav la Antigua, para diferenciarla de Mladá Boleslav o Boleslav la Nueva, fundada por Boleslao II de Bohemia), tienen una historia muy larga y rica, y por eso no fue creado un nombre nuevo para la nueva ciudad y los nombres históricos se mantuvieron. Hoy la ciudad tiene el nombre más largo de toda la República Checa: Brandýs nad Labem-Stará Boleslav.
La localidad se encuentra a unos 20 km de la capital, Praga. El centro histórico de la ciudad es, desde 1992, zona urbana monumental.

## Historia
El paso del río Elba fue importante ya desde la temprana Edad Media, porque en este lugar pasaba un camino provincial significativo de Praga para ir al norte del país. La primera población en los alrededores se llamaba Hrádek. En el pueblo de Hrádek se encontraban dos iglesias. El pueblo pertenecía al cabildo de Sadská (más tarde al cabildo de la iglesia de San Apolinar en Praga).Después de las guerras Husitas, Hrádek llegó a ser propiedad de los nobles de Brandýs nad Labem y en 1569 fue anexionado a Brandýs.
La ciudad de Brandýs fue establecida a finales del siglo XIII y a principio del siglo XIV por los nobles de Michalovice a quienes pertenecía también una parte de Stará Boleslav (‘Boleslav la Antigua’) y Mladá Boleslav (‘Boleslav la Nueva’). La primera noticia histórica de lo que hoy es Brandýs data del año 1304 cuando se mencionó un pueblo Brandýs  con una iglesia y un puente, y más tarde también con una fortaleza. Durante las guerras husitas la ciudad fue conquistada y la región fue dominada por los praguenses.  
Entre los años 1468-1493 el señorío fue poseído por Jan Tovačovský de Cimburk quien trasladó el centro administrativo del señorío allí y por eso reedificó la fortaleza en una residencia más representativa. Con ayuda de su esposa Johanka z Krajku, casada en segundas nupcias con Jan de Šelmberk, la ciudad obtuvo en el año 1503 el escudo de la ciudad de Brandýs, del rey Vladislao Jagellón de Bohemia. También Johanka z Krajku continuó en la reconstrucción de la fortaleza en estilo gótico y el señorío pasó a linaje noble Krajířů z Krajku. Su hijo, Konrád Krajíř z Krajku, aficionado de Unión Fraternal —una iglesia protestante checa—, continuó en la mejora de la residencia pero el señorío le fue confiscado en el año 1547 a causa de su participación en el levantamiento contra el emperador Fernando I de Habsburgo. El señorío y la ciudad llegaron a ser propiedad del rey y se convirtió en casa de campo ocasional de los monarcas checos.
Bajo el reinado del emperador Rodolfo II, quien pasaba mucho tiempo en el castillo de Brandýs, la ciudad experimentó un gran florecimiento. El 5 de octubre de 1581 Rodolfo II promocionó la ciudad a ciudad real. Ya desde el año 1508 la ciudad recibió un edificio en la plaza usado como almacén de sal en el que construyeron el ayuntamiento. El edificio del ayuntamiento se remodeló varias veces (1742, 1839) y a los principios del siglo XX fue reedificado en estilo modernista y en 2009 fue construida una nueva parte con un fresco moderno representando la promoción de la ciudad por Rodolfo II. 
El escudo de la ciudad original  estaba representado por un león con una cola (probablemente el escudo de los nobles de Michalovice) y fue sustituido por un león con dos colas —símbolo checo— en el año 1670.
En la ciudad vivía una comunidad judía significante desde la primera mitad del siglo XVI creciente hasta el siglo XIX cuando formaba el 6% de la población. Una sinagoga del año 1829 se encuentra en la calle Na Potoce.  Fue edificada en lugar de tres sinagogas antiguas destruidas por incendios (la primera sinagoga documentada estaba en la ciudad en 1515, la segunda fue construida después del año 1657 y la tercera después del incendio en 1787). La sinagoga contemporánea no está accesible pero se prepara una reconstrucción para que pueda ser utilizada para los fines culturales. El cementerio judío local es uno de los más antiguos del país. 
La ciudad no se evadió del sufrimiento de las guerras ni de los incendios. La prueba más dura fue la Guerra de los Treinta Años cuando el castillo fue ocupado por suecos y sajones y la ciudad fue devastada. El incendio más grande que afectó a la ciudad fue en el año 1828 cuando se quemó la mayoría de los edificios y la sinagoga judía. 
En el año 1813 tres monarcas: Alejandro I de Rusia, Francisco I de Austria y Guillermo III de Prusia se encontraron en el castillo de Brandýs para preparar el ataque a Napoleón. Desde la mitad del siglo XVIII se formaron manufacturas, fábricas y comunicaciones. A finales del siglo XIX, pusieron en marcha el ferrocarril de Čelákovice a Neratovice y de Lysá nad Labem a Ústí nad Labem.
En Brandýs nad Labem realizó el servicio militar el último emperador de Austria y rey checo Carlos I.[cita requerida]
También allí nacieron el remero Ondřej Synek y el asesino en serie Oto Biederman.

## Monumentos

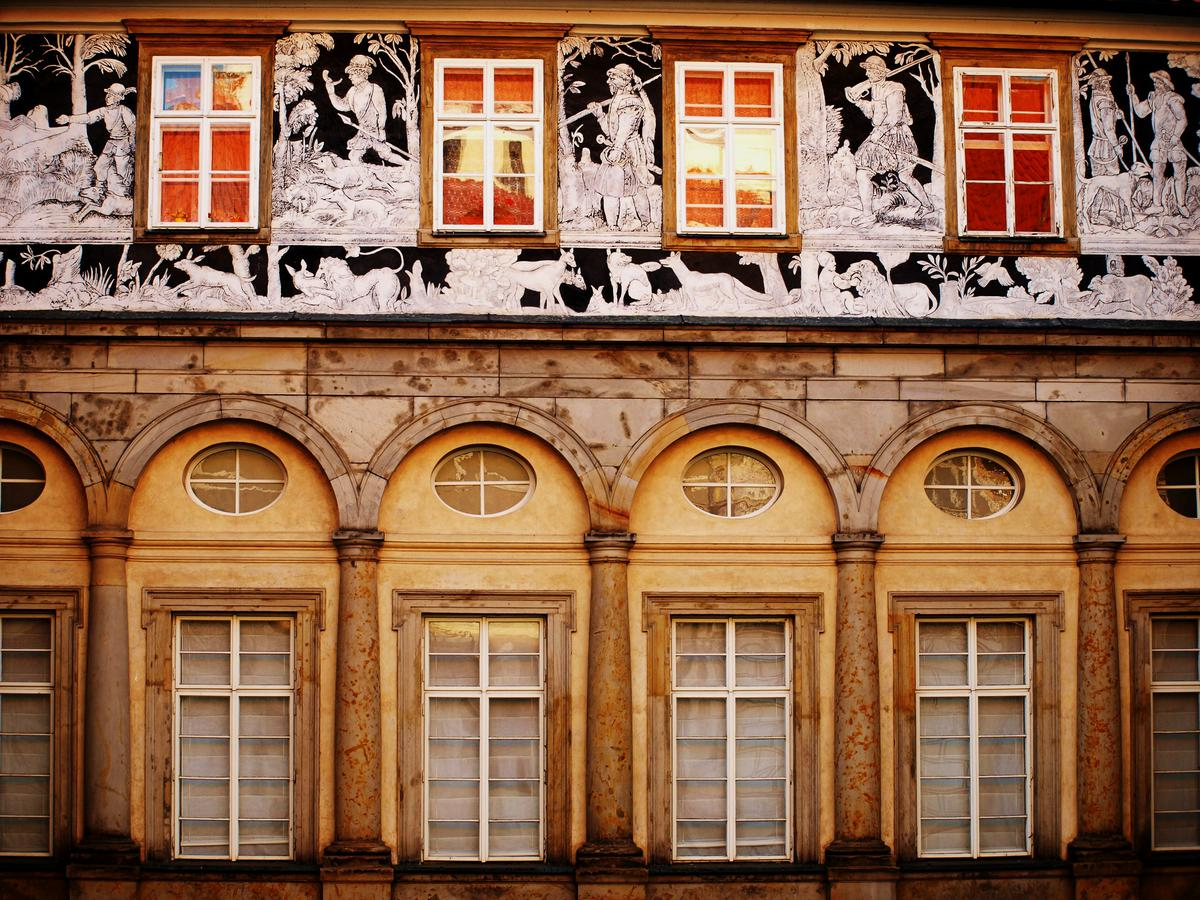
Detalle del castillo

- El Castillo de Brandýs nad Labem es un monumento renacentista de mucha importancia con esgrafiados renacentistas. El castillo fue la residencia veraniega favorita del emperador Rodolfo II de Habsburgo.
- El molino tenía once ruedas hidráulicas y era uno de los molinos más grandes en Bohemia
- Puente de piedra del año 1603 con estatua de San Juan Nepomuceno
- Cervecería barroca construida por el arquitecto K. I. Dienzenhofer
- Iglesia de San Lorenzo - monumento gótico con frescos conservados del siglo XIV, después reedificado en la época barroca
- Iglesia de San Pedro - iglesia gótica
- Iglesia  renacentista de Pablo de Tarso - iglesia construida por el arquitecto Matteo Borgorelli entre 1541-1542
- Casa del verdugo - edificio con esgrafiados renacentistas
- Vicariato barroco con campanario al lado de iglesia católica del año 1773
- Cementerio judío fundado en 1568 – uno de los más antiguos en la República Checa
- Sinagoga judía
- Estatua restaurada del presidente T.G. Masaryk en frente del instituto
- Museo regional Praha-Este. Está situado en una vivienda renacentista en la plaza de Masaryk. En el museo se puede encontrar una exposición etnográfica que presenta monumentos arqueológicos excavados en la región.

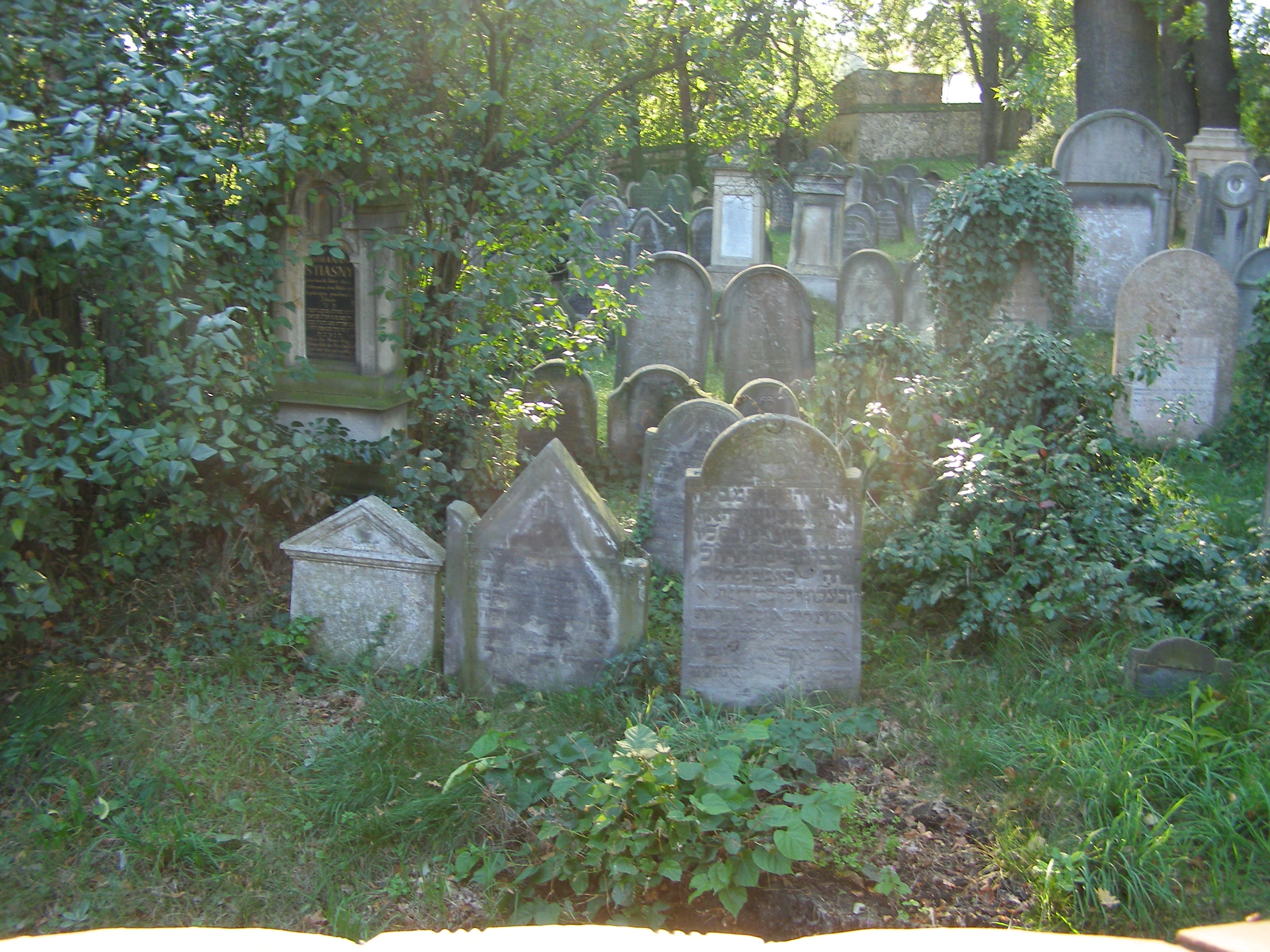
Cementerio judío en Brandýs nad Labem.

## Personas notables
- Eduard Petiška, uno de los escritores checos más conocidos. Pasó varios años en Brandýs.

- Stanislav Rudolf, autor de varios libros para jóvenes. Vivió en Brandýs.

- Leo Vaniš, artista plástico. Actuó en Brandýs entre los años 1999-2006. Debutó en el museo local con una exposición de ilustraciones. Vivió allí cuando era estudiante. Su creación fue influida por el paisaje regional de Polabí. Su padre, el profesor universitario Leo Vaniš, fue profesor de pintura en el entonces instituto pedagógico

- Zuzana Čížková, escultora y pintora, criada en Brandýs nad Labem. Entre los años 2005-2011 tuvo su taller en Stará Boleslav

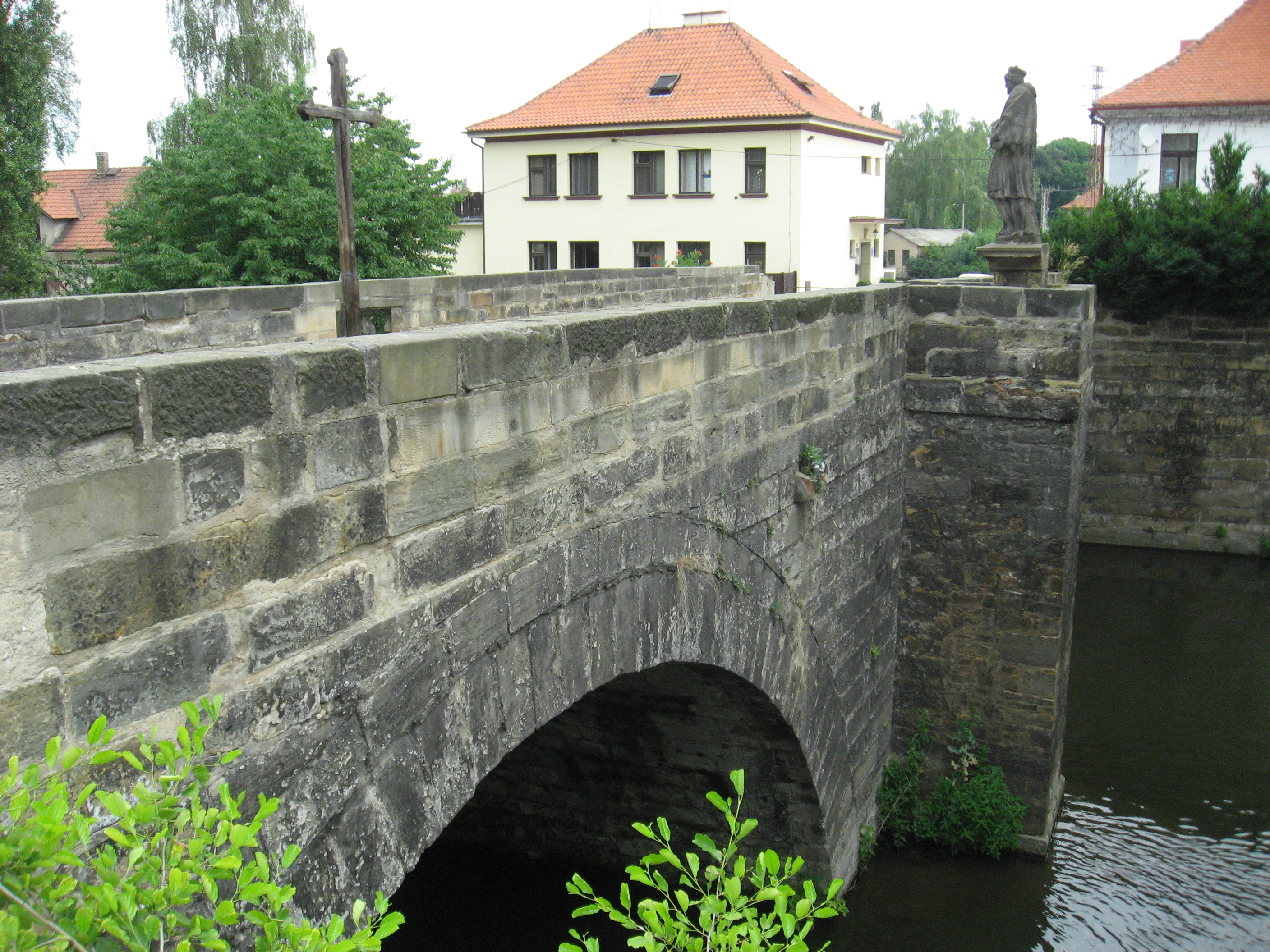
Puente
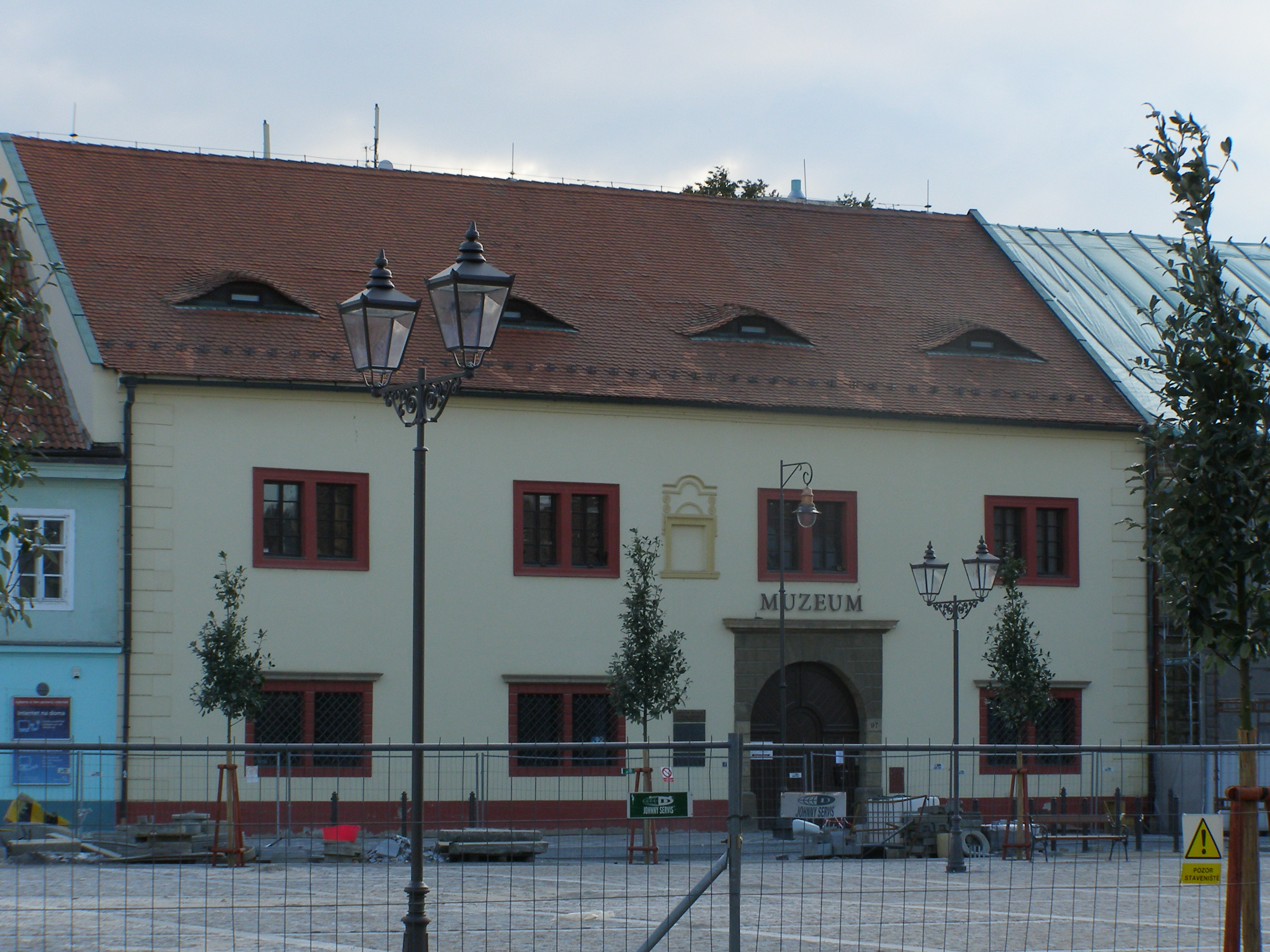
Museo
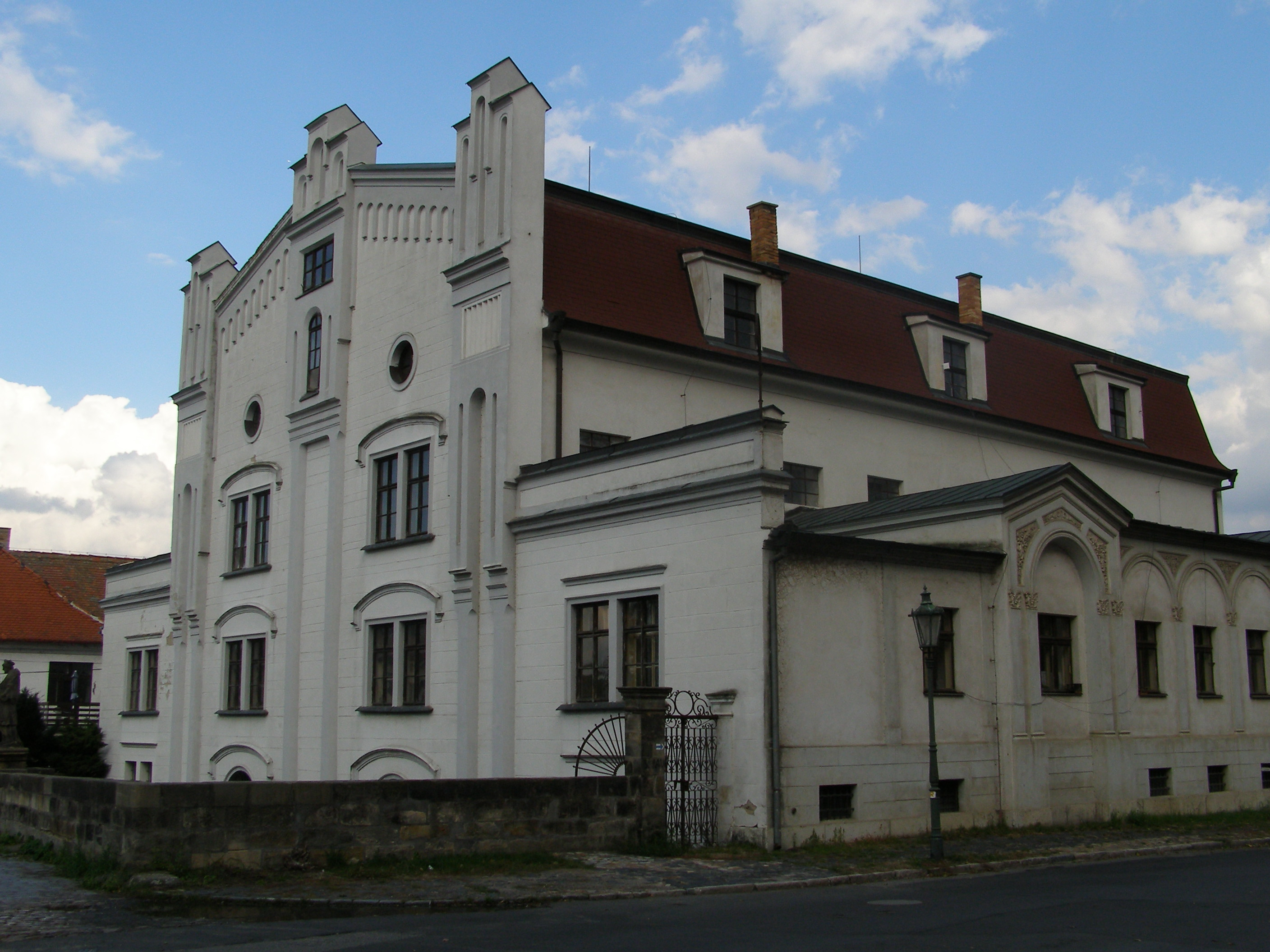
Molino
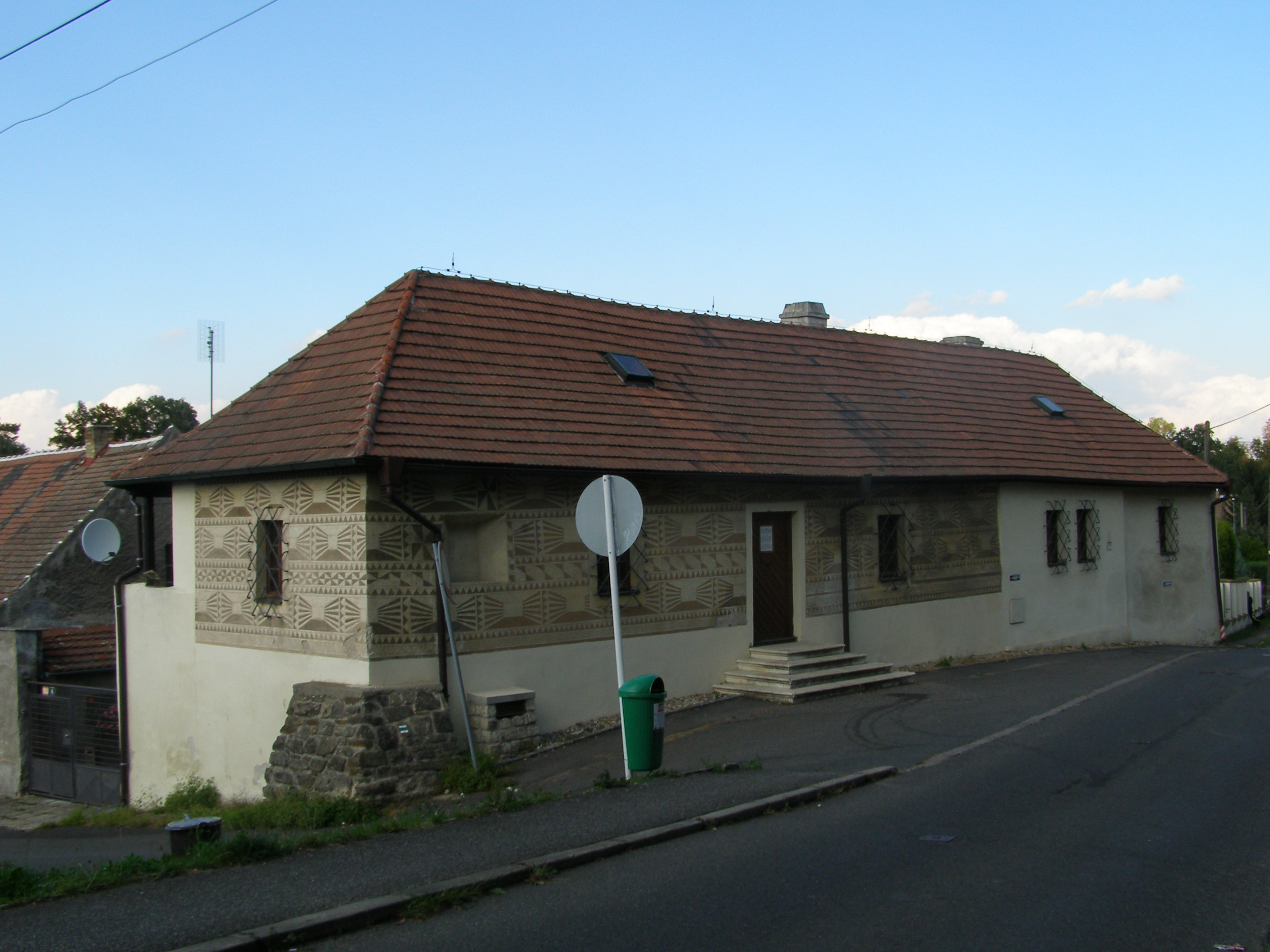
Casa del verdugo
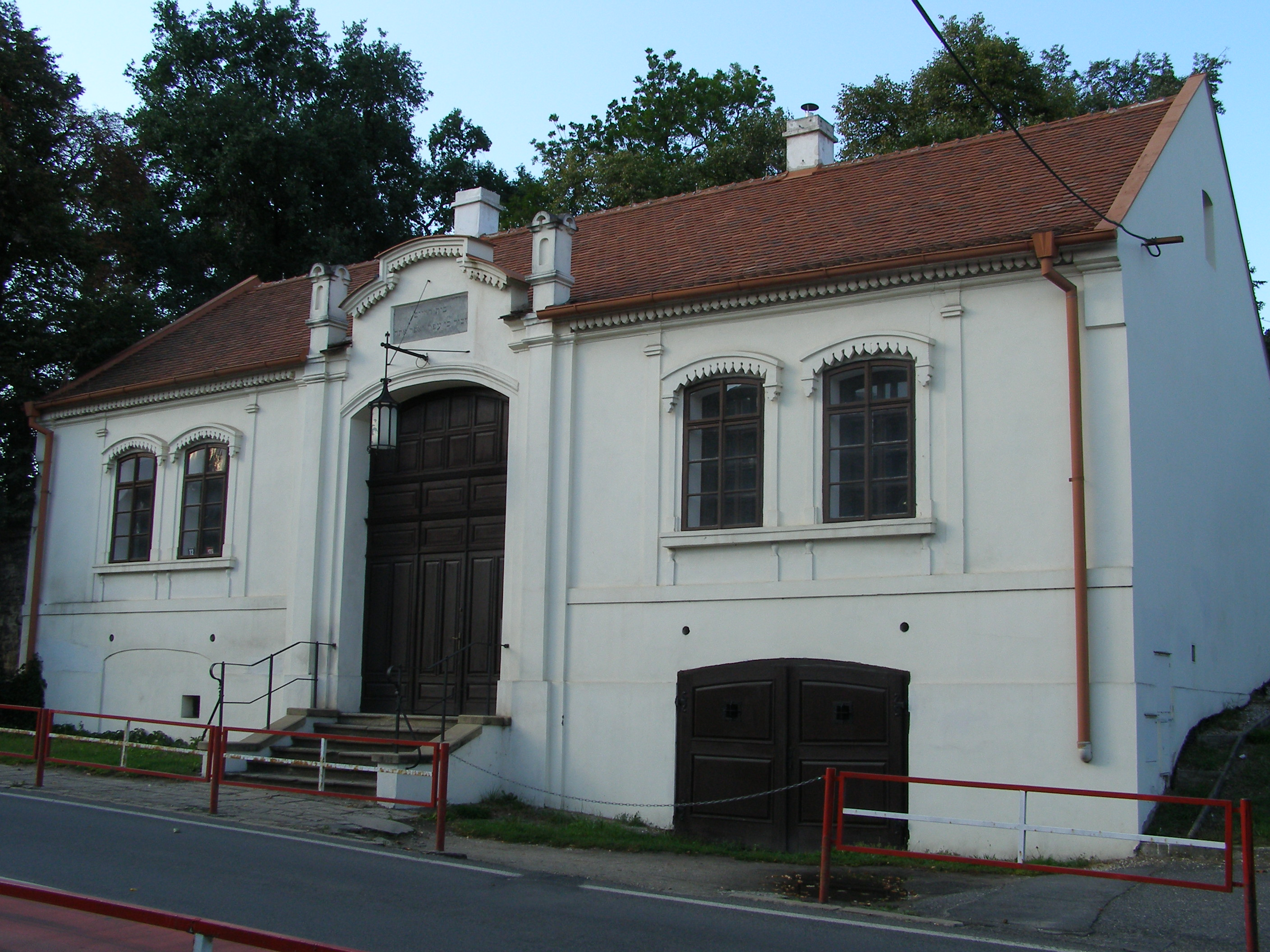
Cementerio judío